# Miguel Beato del Rosal
Miguel Beato del Rosal (Salamanca, 1939) és un metge i investigador espanyol.
Es llicencià en Medicina a la Universitat de Barcelona el 1962 i es doctorà per la Universitat de Göttingen el 1967. S'ha format en bioquímica i biologia molecular a les universitats alemanyes de Göttingen i Marburg, i a la de Colúmbia a Nova York (1970-1973). Durant la dècada dels anys setanta va ser col·laborador científic i professor investigador del CSIC.
El 1999 va dirigir l'equip de recerca sobre biologia molecular a la Universitat Pompeu Fabra de Barcelona. Va ser fundador i director del Centre de Regulació Genòmica des de la seva creació el 2002 fins al 2012, on segueix coordinant un equip d'investigadors estudiant els processos de mutació de determinats tumors cancerosos. Ha treballat en la regulació de l'expressió gènica per hormones i ha contribuït a esclarir els mecanismes pels quals els receptors hormonals interaccionen amb l'ADN i regulen la transcripció de gens diana. També és catedràtic a la Universitat de Marburg (Alemanya), té un paper molt destacat en la lluita contra el càncer al nostre país i a nivell internacional. El 2005 fou nomenat doctor honoris causa per la Universitat Pablo de Olavide. El 2006 va rebre la Creu de Sant Jordi. El 2017 va rebre un premi de la Societat Catalana de Biologia en reconeixement de la seva trajectòria professional.